# Liste des ministres kényans des Finances
Liste des ministres des Finances du Kenya depuis son indépendance le 12 décembre 1963 :
- Dominion du Kenya :
  - James Gichuru (12 décembre 1963-12 décembre 1964)
- République du Kenya :
  - James Gichuru (12 décembre 1964-1970)
  - Mwai Kibaki (1970-1982)
  - Arthur Muguga (1982-1988)
  - George Saitoti (1988-1993)
  - Musalia Mudavadi (1993-1998)
  - Simeon Nyachae (1998-février 1999)
  - Francis Masakhalia (février 1999-août 1999)
  - Chris Okemo (septembre 1999-novembre 2001)
  - Christopher Obure (novembre 2001-janvier 2003)
  - David Mwiraria (janvier 2003-14 février 2006)
  - Amos Kimunya (14 février 2006-8 juillet 2008)
  - Uhuru Kenyatta (23 janvier 2009-26 janvier 2012)
  - Robinson Njeru Githae (26 janvier 2012-15 mai 2013)
  - Henry K. Rotich (15 mai 2013 à ce jour)